# Clonistria bicoloripes
Clonistria bicoloripes är en insektsart som beskrevs av Rehn, J.A.G. och Morgan Hebard 1938. Clonistria bicoloripes ingår i släktet Clonistria och familjen Diapheromeridae. Inga underarter finns listade i Catalogue of Life.